# Challenge des champions 1986
La Supercoppa di Francia 1986 (ufficialmente Challenge des champions 1986) è stata la diciannovesima edizione della Supercoppa di Francia.
Si è svolta il 23 gennaio 1987 a Pointe-à-Pitre (Guadalupa) tra il Paris Saint-Germain, vincitore della Division 1 1985-1986, e il Bordeaux, vincitore della Coppa di Francia 1985-1986.
A conquistare il titolo è stato il Bordeaux che ha vinto per 1-0 con rete di Zlatko Vujović.

## Partecipanti
| Squadre             | Qualificazione                             | Partecipazioni precedenti (il grassetto indica la vittoria) |
| ------------------- | ------------------------------------------ | ----------------------------------------------------------- |
| Paris Saint-Germain | Vincitore della Division 1 1985-1986       | Nessuna                                                     |
| Bordeaux            | Vincitore della Coppa di Francia 1985-1986 | 2 (1968, 1985)                                              |

## Tabellino
| Arbitro: | Delmer |

|                 |           |  |
| Zl. Vujović 78’ | Marcatori |  |

### Formazioni
| Bordeaux:     |                   |  |     |
|               |                   |  |     |
| P             | Dominique Dropsy  |  |     |
| D             | Zoran Vujović     |  |     |
| D             | Alain Roche       |  |     |
| D             | Patrick Battiston |  |     |
| D             | Laurent Lassagne  |  |     |
| C             | Jean Tigana       |  | 74’ |
| C             | René Girard       |  |     |
| C             | Jean-Marc Ferreri |  |     |
| C             | José Touré        |  |     |
| A             | Bernard Lacombe   |  |     |
| A             | Zlatko Vujović    |  |     |
| Sostituzioni: |                   |  |     |
| C             | Denis Bourdoncle  |  | 74’ |
| Allenatore:   |                   |  |     |
| Aimé Jacquet  |                   |  |     |

| Paris Saint-Germain: |                     |  |     |
|                      |                     |  |     |
| P                    | Joël Bats           |  |     |
| D                    | Thierry Bacconnier  |  |     |
| D                    | Jean-Marc Pilorget  |  |     |
| D                    | Philippe Jeannol    |  | 85’ |
| D                    | Franck Tanasi       |  |     |
| C                    | Alain Polaniok      |  | 69’ |
| C                    | Fabrice Poullain    |  |     |
| C                    | Safet Sušić         |  |     |
| A                    | Pierre Vermeulen    |  | 81’ |
| A                    | Dominique Rocheteau |  |     |
| A                    | Jules Bocandé       |  |     |
| Sostituzioni:        |                     |  |     |
| A                    | Alain Couriol       |  | 69’ |
| A                    | Daniel Xuereb       |  | 81’ |
| D                    | Thierry Rabat       |  | 85’ |
| Allenatore:          |                     |  |     |
| Gérard Houllier      |                     |  |     |